# Diastème (odontologie)
Pour l’article homonyme, voir Diastème (homonymie).

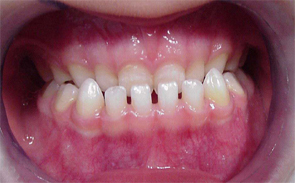
Diastèmes entre les dents de la mâchoire inférieure.

Un diastème (ou diastématie) (du grec διάστημα / diástêma, « intervalle ») est, en odontologie, un écartement entre deux dents normalement adjacentes. Il est plus fréquemment rencontré entre les deux incisives centrales de la mâchoire supérieure. Il peut être congénital ou acquis.
Le diastème n'est pathologique que s'il provoque une rétention alimentaire. Il peut cependant être l'un des signes d'une pathologie dentaire ou osseuse nécessitant un traitement orthodontique.

## Aspects médicaux

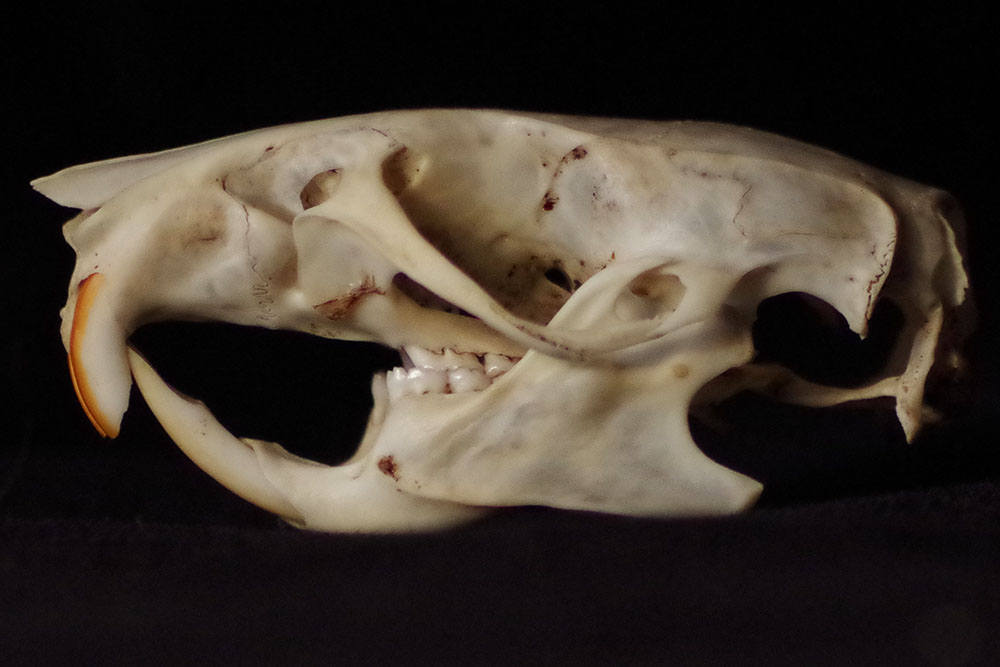
Crâne de rat noir (Rattus rattus) : comme beaucoup d'animaux, les rats possèdent un diastème entre les incisives et les prémolaires.

Dans un contexte de traumatisme de la face, un diastème inférieur peut se voir dans le cadre de fractures mandibulaires. Il s'agit alors d'une fracture de la portion dentée de la mandibule (branche horizontale et région parasymphysaire). Il est nécessaire de rechercher par l'examen clinique une atteinte du nerf mandibulaire (3e branche du nerf trijumeau), qui émerge au niveau du foramen mentonnier et qui peut être lésé lors de son trajet intra-osseux.
Les examens d'imagerie nécessaires pour le bilan des lésions sont le panoramique dentaire et un cliché face basse (si la fracture intéresse le condyle on réalise aussi une TDM).
Le traitement sera orthopédique ou chirurgical.

### Diastème interincisif
Le diastème entre les incisives supérieures (diastème interincisif) est dû à la présence d'un frein labial (tendon qui attache les lèvres à la mâchoire) trop puissant et qui ne se rétracte pas suffisamment lorsque les dents poussent. Il peut être dû aussi à une pulsion de la langue lors de la déglutition et/ou de l'articulation.

### Correction
Il est possible de le corriger par un traitement orthodontique. Cependant, l'écart peut réapparaître après le traitement. Une solution peut être une attache permanente du côté intérieur de la dent pour prévenir la réouverture. Un bilan puis éventuellement une rééducation orthophonique de la déglutition atypique est indispensable pour éviter une récidive.
Dans le cadre d'une origine fonctionnelle (pulsion linguale antérieure), un traitement orthophonique est nécessaire pour éviter toute récidive après un traitement orthodontique.

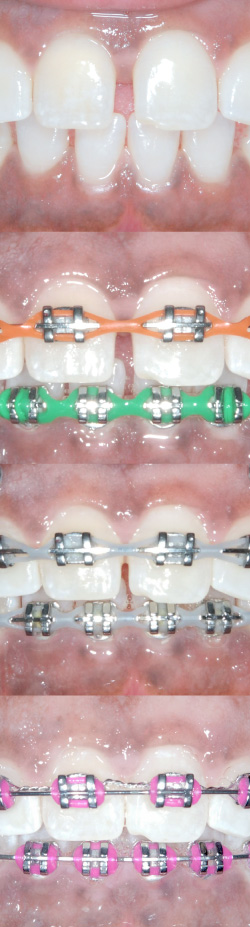
Diastema : les phases de traitement orthodontique.

## Aspects culturels
Dans le langage courant, le diastème entre les incisives supérieures (diastème interincisif) est appelé « dents de la chance » ou « dents du bonheur », car il est réputé apporter chance et bonheur à ceux qui possèdent cette caractéristique en France et dans le Nord de l'Inde. Une rumeur prétend que l’expression "dents du bonheur" viendrait des guerres napoléoniennes. Selon ce hoax, les soldats avec un diastème (c'est-à-dire un espace entre les dents de devant) auraient été favorisés pour charger leurs fusils plus rapidement en mordant plus facilement les cartouches de poudre. Cette hypothèse est cependant infondée, et bien que séduisante, est une légende urbaine sans fondement historique.
Il a aussi donné son nom de scène à l'artiste Diastème (dont la sœur est dentiste) ; ainsi que son titre à l'autobiographie Les Dents du bonheur de Nicole Calfan (qui a cette caractéristique physique), ou encore au roman pour enfants Les Dents du bonheur de Dorothée Piatek (dans lequel le personnage principal, un adolescent adopté et qui a les dents du bonheur, cherche ses parents biologiques sur la base de cette particularité physique qu'il croit héréditaire).
Dans l'ouest du Nigeria, c'est un signe de beauté et certaines personnes créent un diastème par orthodontie[source insuffisante].
Certaines personnalités ont les dents du bonheur, c'est par exemple le cas : 
- des politiques Jean Tiberi, Emmanuel Macron, Condoleezza Rice, Pierre-Yves Bournazel, Marisol Touraine, Guy Verhofstadt et Annick Lepetit.
- des acteurs Juliette Arnaud, Béatrice Dalle, Terry-Thomas, Arnold Schwarzenegger, Anthony Mackie, Robert Morsen et Anna Paquin,
- des chanteurs Laurent Voulzy, Melanie Martinez, Sylvie Vartan, Elton John, Melanie C (des Spice Girls), Kelly Jones, Amaury Vassili (de profil), Pharoahe Monch, Marie Fredriksson, Vanessa Paradis, Jane Birkin, Nicolas Peyrac, Madonna et 50 Cent,
- du tennisman et chanteur Yannick Noah,
- du bassiste Flea, des sportifs Ronaldo, Mike Tyson, Cathy Freeman, Kristina Mladenovic et Fabrice Santoro,
- des skieuses Elena et Nadia Fanchini et
- des présentateurs David Letterman, Thomas Legrand, William Leymergie, Guelord Mukadi Kolesha et Camille Combal.

Cette caractéristique était aussi présente chez Ötzi, l'humain préhistorique momifié naturellement et découvert dans un glacier des Alpes.

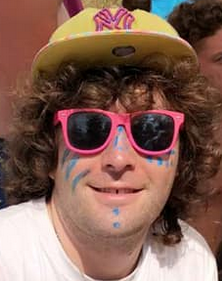